# Turburea, Argeș
Turburea este un sat în comuna Corbeni din județul Argeș, Muntenia, România.